# بخش مرکزی شهرستان کیار
بخش مرکزی شهرستان کیار یکی از بخش‌های شهرستان کیار در استان چهارمحال و بختیاری ایران است.

## تقسیمات کشوری
- بخش مرکزی شهرستان کیار
  - دهستان کیار شرقی
  - دهستان کیار غربی

شهرها : شلمزار ، گهرو ، دستنا

## جمعیت
بنابر سرشماری مرکز آمار ایران، در سال ۱۳۹۵ جمعیت بخش مرکزی شهرستان کیار ۳۵٬۰۱۵ نفر (۱۰٬۸۵۳ خانوار) بوده‌است.